# Bonavista
Pour les articles homonymes, voir Bonavista (homonymie).
Bonavista est une ville de la péninsule de Bonavista dans la province canadienne de Terre-Neuve-et-Labrador. Sa superficie de 31,5 km2. La ville est réputée se trouver à l'emplacement où Cabot aurait touché terre en juin 1497, ce qui en fait la première terre d'Amérique du Nord touchée par un Européen depuis les Vikings. Au recensement de 2006, on y a dénombré une population de 3 764 habitants.
Depuis 2017, John Norman est le maire. Il est également à la tête du projet de la reconstruction de la ville avec son entreprise Bonavista LIving.

## Histoire
Jean Cabot, pilote vénitien ayant convaincu le roi Henri VII de rechercher un passage du Nord-Ouest vers les Indes, obtint en 1497 une commission pour faire appareiller depuis Bristol, un navire, le Matthew. Lorsqu'après 6 semaines de traversée, Cabot aperçut une terre, il se serait écrié : « O buon vista! », d'où le nom du Cap Bonavista, et de la ville actuelle. La baie était trop exposée aux courants du large, et lorsqu'on y établit un port, il fallut construire plusieurs brise-lames. Bonavista devint au XVIIe siècle une des villes les plus importantes de Terre-Neuve du fait de la proximité des Grands Bancs et des possibilités de chasse au phoque au nord de la péninsule. Si au cours du XVIe siècle, Espagnols, Portugais, Français et Anglais pêchaient tous au large du Cap Bonavista, la présence des marins ibériques déclina à partir de 1580, laissant l'exploitation exclusive aux Français et Anglais.

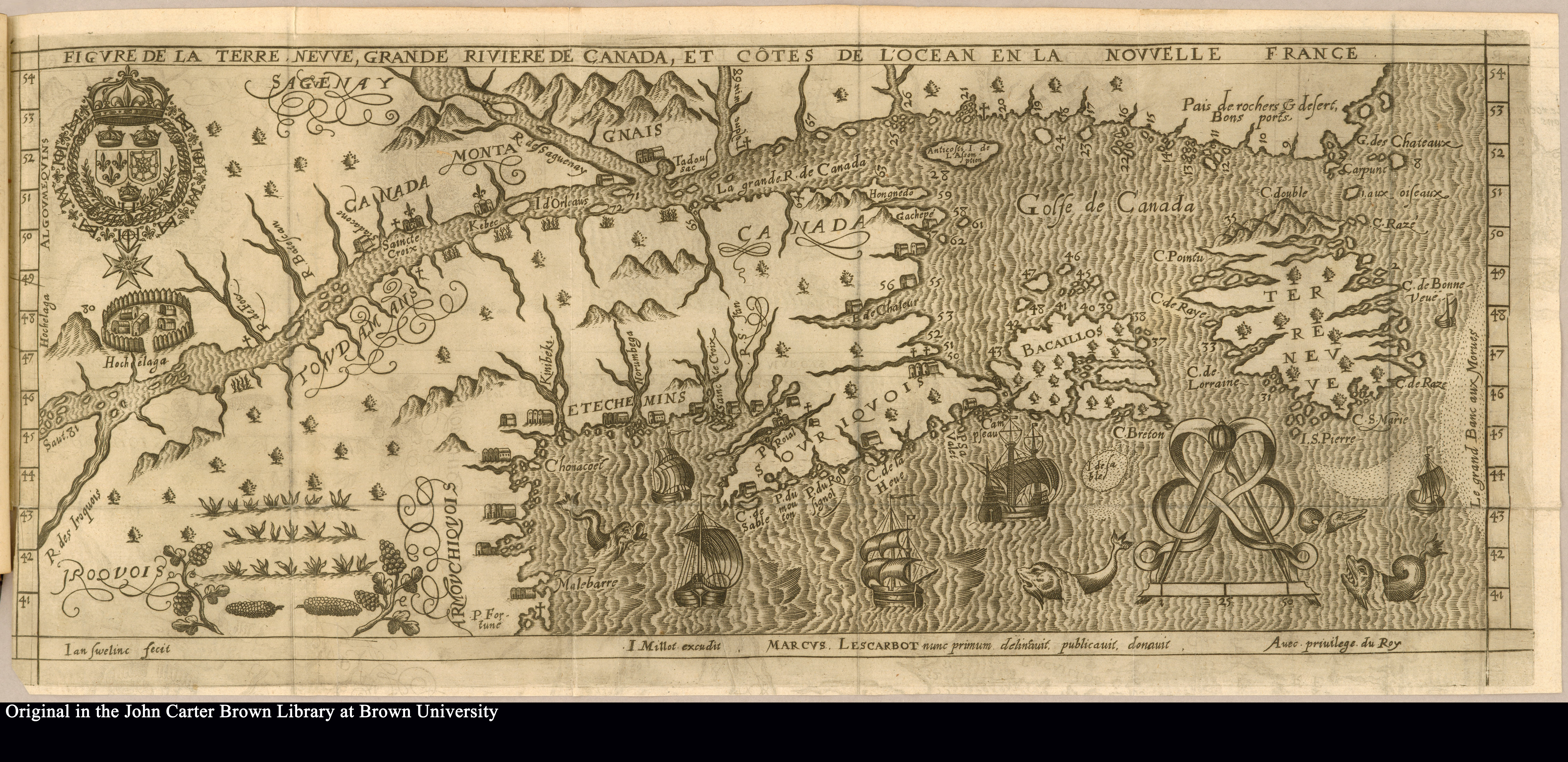
Figvre de la terre nevve, grande riviere de Canada, et côtes de l'ocean en la Novvelle France 1609, carte de Marc Lescarbot de 1609. On peut y remarquer l'emplacement du Cap de Bonne Veuë.

La tension entre ces deux nations donna lieu à des affrontements réguliers, dont le point culminant fut l'échec des Français pour incendier Bonavista en 1704. La zone française exclusive du petit nord, dont Bonavista marquait la pointe extrême, fut dessinée aux termes de la Paix d'Utrecht en 1713 ; pour autant, les droits de pêche demeurèrent la pomme de discorde entre les marins des deux pays. C'est à Bonavista qu'en 1722 le Rev. Henry Jones ouvrit la première école de Terre-Neuve.
Bonavista était un comptoir commercial important, comme en témoigne la halle aux poissons des Ryan Premises, un Lieu historique national du Canada géré par Parcs Canada.

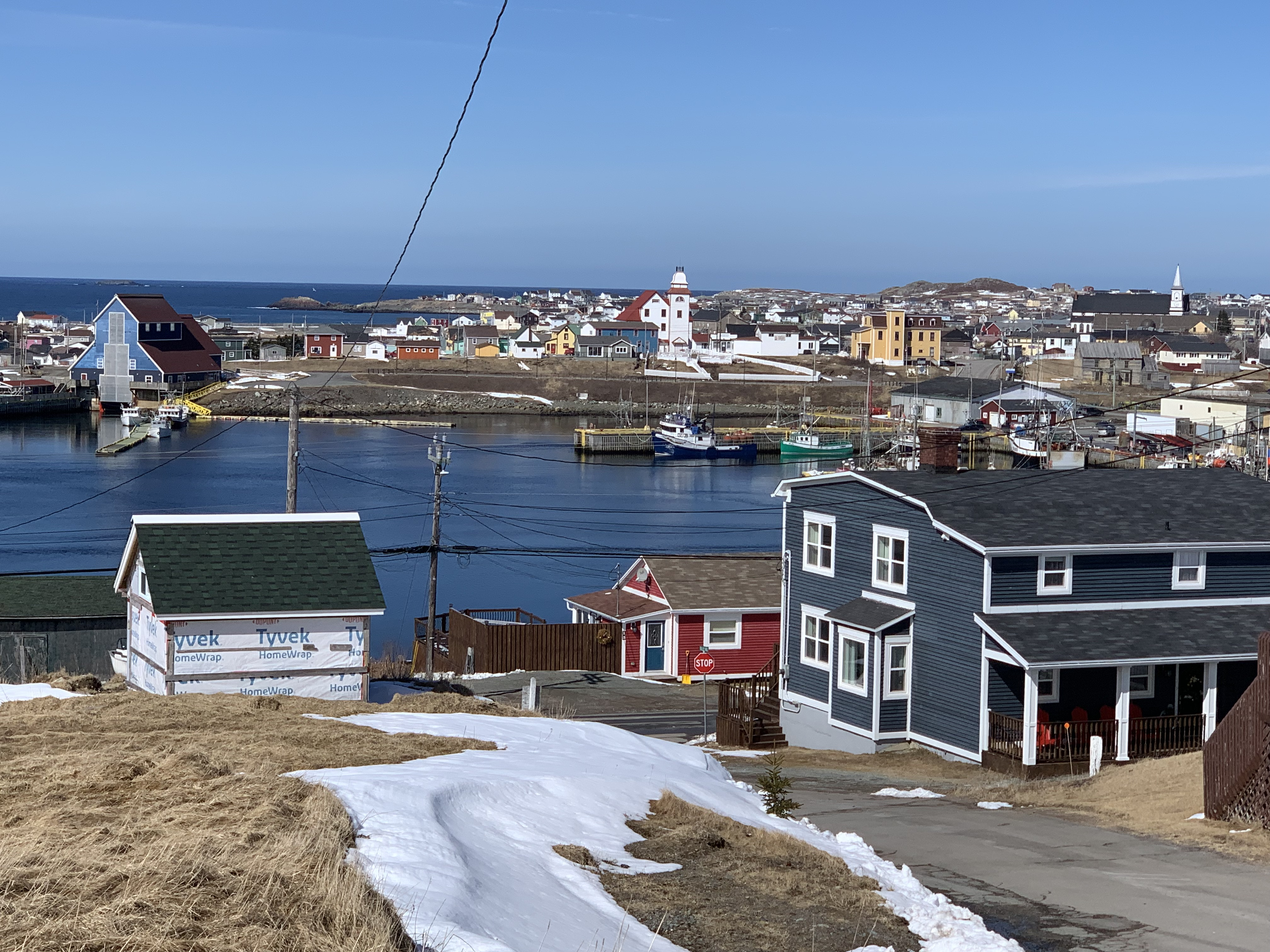
Vue en surplomb de la ville de Bonavista à Terre-Neuve-et-Labrador

Le statut de Bonavista s'accrut par l'arrivée du siège du syndicat des pêcheurs, le Fisherman’s Protective Union dans les années 1900, et la création de la communauté voisine de Port Union. À son apogée, entre 1891 et 1901, la péninsule de Bonavista abritait une population de près de 20 000 habitants. Avec le déclin du marché de la morue séchée, les salaisons de Bonavista Cold Storage Co., se sont reconverties en centre d'exploitation halieutique.

## Climat
| Mois                                  | jan.       | fév.       | mars       | avril      | mai       | juin      | jui.      | août      | sep.      | oct.      | nov.       | déc.       | année          |
| ------------------------------------- | ---------- | ---------- | ---------- | ---------- | --------- | --------- | --------- | --------- | --------- | --------- | ---------- | ---------- | -------------- |
| Température minimale moyenne (°C)     | −8,2       | −9,5       | −6,4       | −1,8       | 1,6       | 5,1       | 10        | 11,5      | 8,4       | 4,4       | 0          | −4,8       | 0,9            |
| Température moyenne (°C)              | −4,8       | −5,9       | −3,1       | 1,5        | 5,7       | 9,5       | 14,4      | 15,5      | 11,9      | 7,3       | 2,8        | −1,9       | 4,4            |
| Température maximale moyenne (°C)     | −1,3       | −2,1       | 0,2        | 4,7        | 9,7       | 13,9      | 18,8      | 19,5      | 15,3      | 10,2      | 5,6        | 1          | 8              |
| Record de froid (°C) date du record   | −24,4 1957 | −24,7 1994 | −24,3 1986 | −13,6 1994 | −6,7 1959 | −2,8 1970 | −2,2 1974 | 2,8 1959  | 0,8 1986  | −3,3 1971 | −11,6 1993 | −22,2 1972 | −24,7 9/2/1994 |
| Record de chaleur (°C) date du record | 14,9 2006  | 11,8 1996  | 13,4 1979  | 21,5 1986  | 25,6 1979 | 28,8 1977 | 30,6 1968 | 30,1 1979 | 26,1 1962 | 22,8 1967 | 17,8 1967  | 14,4 1957  | 30,6 10/7/1968 |
| Précipitations (mm)                   | 100,7      | 104,3      | 103,4      | 83,2       | 75,7      | 89,6      | 82,1      | 79,4      | 107,7     | 115,2     | 104,5      | 107,2      | 1 152,9        |
| dont neige (cm)                       | 67,8       | 63         | 47,9       | 21,7       | 6,5       | 0,6       | 0         | 0         | 0         | 3,4       | 22,8       | 50,5       | 284,3          |
| Nombre de jours avec précipitations   | 17,5       | 16,4       | 18,5       | 17         | 17,5      | 16,8      | 15,1      | 14        | 16,8      | 18,8      | 19,6       | 20         | 208            |
| Humidité relative (%)                 | 77,5       | 77         | 77,4       | 78,2       | 74,4      | 75,5      | 72,9      | 71,7      | 74,7      | 75,8      | 77,9       | 79,7       | 76,1           |
| Nombre de jours avec neige            | 14,9       | 13,7       | 13,1       | 7,9        | 3,1       | 0,2       | 0         | 0         | 0         | 1,7       | 7,6        | 14,5       | 76,6           |

| Diagramme climatique                                  |               |              |             |            |             |            |              |              |              |           |            |
| J                                                     | F             | M            | A           | M          | J           | J          | A            | S            | O            | N         | D          |
| −1,3−8,2100,7                                         | −2,1−9,5104,3 | 0,2−6,4103,4 | 4,7−1,883,2 | 9,71,675,7 | 13,95,189,6 | 18,81082,1 | 19,511,579,4 | 15,38,4107,7 | 10,24,4115,2 | 5,60104,5 | 1−4,8107,2 |
| Moyennes : • Temp. maxi et mini °C • Précipitation mm |               |              |             |            |             |            |              |              |              |           |            |

## Démographie
| 2001  | 2006  | 2011  | 2016  |
| ----- | ----- | ----- | ----- |
| 4 021 | 3 764 | 3 589 | 3 448 |